# Урусовское муниципальное образование
Урусовское сельское поселение, Урусовское муниципальное образование — муниципальное образование в Ртищевском муниципальном районе Саратовской области России. Административный центр — поселок Ртищевский Образовано в 2006 году.

## Населенные пункты
- посёлок Ртищевский
- деревня Александровка
- посёлок Бакунинский
- посёлок Братство
- посёлок Выдвиженец
- посёлок Заря Социализма
- село Ивано-Кулики
- посёлок имени Крупской
- село Курган 1-й
- деревня Нестеровка
- село Нижнее Голицыно
- посёлок Новостройка
- деревня Перепутинка
- посёлок Раево-Воскресенский
- деревня Свищёвка
- посёлок Стройиндустрия
- посёлок Точка 1-я
- посёлок Труд Тридцати
- село Урусово
- деревня Чадаевка